# Клявиньш, Роберт Юрьевич
Ро́берт Ю́рьевич Кля́виньш (латыш. Roberts Kļaviņš, 10 ноября 1885 — 16 октября 1941) — российский, латвийский и советский военный деятель, командующий латвийской Народной армии и депутат Народного Сейма в 1940 году, генерал в латвийской армии и генерал-лейтенант в РККА. Расстрелян, посмертно реабилитирован.

## Биография
Родился в Грашской волости Мадонского уезда Лифляндской губернии, ныне в составе Латвии. Латыш. Окончил Венденскую городскую школу, затем сельскохозяйственную школу в Горках.

## Российская императорская армия
В Русской Императорской армии с 1903 года. Окончил Виленское пехотное юнкерское училище в 1906 году.
Служил в Казанском военном округе.
Затем был назначен в 180-й пехотный Виндавский полк младшим офицером. На 01.01.1909 г. — подпоручик 180-го пехотного Виндавского полка в Митаве. Весной 1914 года поступил в Николаевскую военную академию в чине штабс-капитана, но, не окончив курса, в октябре 1915 года назначен во 2-й Рижский латышский стрелковый батальон, позже — полк. Руководил боями латышских стрелков на «Острове смерти», у Плаканциемся, в Катринмуйже, Мангали, на Тирельском болоте.
В Российской Императорской армии был награждён орденами Св. Станислава 2-й и 3-й степеней, Св. Анны 2-й, 3-й и 4-й степеней, Св. Владимира 4-й степени с мечами и бантом. Окончил ускоренный курс Николаевской военной академии (1917; 2-й очереди).
Последний чин Клявиньша в царской армии — подполковник. Во время Октябрьской революции он находился в Вятке.

## Вооружённые силы Латвии
В Латвию Клявиньш приехал в 1918 г. и сразу принял участие в формировании военных частей, вступив в ландесвер под командование его организатора Флетчера, в чине подполковника.
В 14.10.1920-14.01.1921 гг. — начальник отдела Главного штаба армии Латвии.
В июне 1922 года — полковник.
С 08.11.1922 г. — начальник штаба Пограничной дивизии.
В 1928 году — командир 4-го Вольмарского пехотного полка.
В 1931 году — командир 2-й Видземской дивизии, генерал.
Во время государственного переворота 15 мая 1934 года 4-й Вольмарский полк был заперт в казармах как неблагонадёжный. Это сделало Клявиньша противником диктатора К.Улманиса на всю жизнь.
С 14.06.1934 г. он в отставке по собственной просьбе. В латвийской армии был награждён орденами Лачплесиса 3-й степени (LKOK nr.3/1152 за бой 19.06.1916 г. и 25.09.1916 г. на острове Смерти), Трех Звезд 3-й степени (1929), Крестом заслуг, а также — участком для строительства в Юрмале, землей с лесом в Сабильской волости.

## Присяжный поверенный
Выйдя в отставку, Клявиньш поступил на юридический факультет Латвийского университета.
Бывший военный чин принял предложение стать акционером общества страхования «Эрглис», основателем которого был предприниматель Камбала из Латгалии. Дело оказалось не совсем чистым, и когда «Эрглис» обанкротился, Камбала сумел выйти из него без убытка, а Клявиньшу суд присудил платить довольно большую компенсацию в пользу пострадавших при банкротстве кредиторов. В уплату долга был наложен арест на часть его военной пенсии.
Клявиньш окончил университет в 1938 году и подал заявление о вступлении в сословие присяжных поверенных, однако ему не давали хода, поэтому отставной генерал был вынужден работать на должности помощника у адвоката Антонса.
В этот период он сблизился с латвийскими социал-демократами.
21 декабря 1939 г. от резидентуры в Латвии поступает отчет № 308, в котором подробно излагается содержание беседы с генералом Клявиньшем, который резко настроен против Улманиса и уверен, что «латвийский народ ненавидит немцев… Балтийские немцы до заключения пакта о взаимопомощи между СССР и Латвией были уверены, что Германия захватит и Латвию, и вели подготовительную работу. У них были обнаружены списки, из которых видно, какая судьба ожидала почти каждого латыша. Например, всех левых и оппозиционных элементов предполагалось заключить в концентрац. лагеря, а сторонники Улманиса должны были им помогать… Улманис окружил себя жуликами и подхалимами, которые льстят ему и делают все, что он хочет. Руководство армией находится в руках бездарных генералов, связанных с немцами».
Клявиньш считал, что «в последнее время СССР достиг огромных успехов во внешней политике. Авторитет Союза в международной жизни поднялся настолько высоко, что теперь трудно без Союза решать международные проблемы… Балтийские государства правильно поступили, что заключили пакт о взаимопомощи с СССР. Но заключив пакт, надо его честно выполнять. Улманис вряд ли пойдет по этому пути, — слишком враждебную позицию по отношению Союза занимал он за все время нахождения у власти. Он и его сторонники всегда искали опоры на Западе против СССР. Теперь Улманис пошел на соглашение с СССР, но это сделано не искренно, а вынужденно, и Улманис с удовольствием освободился бы от этого договора, если бы представилась к этому возможность. Об этом свидетельствуют, во-первых, враждебная пропаганда, которая распространяется теперь с ведома власти против сов. войск, находящихся в Латвии, во-вторых — кампания за пожертвования на оборону. С этой компанией происходит комедия: в газетах пишут, что взносы на оборону делаются добровольно, а на самом деле все это делается под сильным давлением или под угрозой, а у служащих просто вычитают из жалованья».
Этот отчёт подготовил после встречи с Клявиньшем резидент Иностранного отдела НКВД Иван Андреевич Чичаев (псевдоним Джон).
На встрече с Чичаевым 5 февраля 1940 года генерал возмущается тем, что «общественному мнению Латвии внушается убеждение, что Красная Армия не может справиться с финнами. Отсюда делается вывод, что Красная Армия слаба, плохо вооружена, а потому бояться её не следует. При первой же возможности, когда международное положение СССР ухудшится, латвийская армия прогонит советские войска отсюда. Неприязнь к советским войскам в Латвии культивируется на каждом шагу. Одновременно происходит перегруппировка частей Латвийской армии. Главные силы перебрасываются на восток, где размещаются в небольших городках и местечках по линии советско-латвийской границы». Клявиньш рассказывает о кадровых перемещениях и отставках в армии, поскольку поддерживает контакты с бывшими сослуживцами.
После рассмотрения агентурных материалов на Клявиньша Роберта 21 марта 1940 г. оперуполномоченный 9-го отделения 5-го отдела Главного управления госбезопасности НКВД СССР, лейтенант Мельников счёл, чтот тот «представляет интерес как объект вербовки». Заместитель начальника 5 отдела ГУГБ, майор госбезопасности Прудников утвердил постановление о заведении дела—формуляра 25 марта.

## Генерал-лейтенант РККА
В июне 1940 года — командующий Народной армии, в июле избран в Народный сейм Латвии. С декабря 1940 года — командир 24-го территориального корпуса Латвийской ССР. Генерал-лейтенант РККА (Постановление СНК СССР № 2685 от 29.12.1940 г.).

## Смерть
10 июня 1941 года вызван на курсы высшего командного состава в Москву, где 22.06.1941 г. — арестован. Приговорен ВКВС СССР 29.07.1941 г. по обвинению в участии в контрреволюционной заговорщической организации к высшей мере наказания. Расстрелян в Москве 16.10.1941 г. Захоронен на Коммунарке. Реабилитирован посмертно 30.11.1957.

## Фото
- Фото № 1 в форме генерала латвийской армии
- Фото № 2 в форме генерала латвийской армии
- [s39.radikal.ru/i085/1004/14/43ceab04e989.jpg Фото в форме генерал-лейтенанта РККА]